# Kiko de la Rica
Pour les articles homonymes, voir Rica et Rica (homonymie).
Kiko de la Rica, né le 6 avril 1965 à Bilbao (Espagne), est un directeur de la photographie espagnol.
Il a contribué à plus de quarante films dont Lucia et le Sexe et Balada triste.

## Carrière
Kiko de la Rica a remporté le prix de la meilleure photographie pour Torremolinos 73 au Festival Cinespaña de Toulouse. Il a reçu des nominations pour le prix Goya de la meilleure photographie pour Mes chers voisins, Lucia et le Sexe, Balada triste et Les Sorcières de Zugarramurdi, et a remporté le prix pour Blancanieves en 2013. Il a également reçu le prix Golden Camera 300 au Festival international du film des frères Manaki en 2013 pour Blancanieves.

## Filmographie
- 1989 : El reino de Víctor (court métrage)
- 1991 : Mirindas asesinas (court métrage)
- 1994 : Ana y los Davis (court métrage)
- 1994 : Malditas sean las suegras (court métrage)
- 1995 : Adiós Toby, adiós (court métrage)
- 1995 : Saut dans le vide (Salto al vacío)
- 1996 : Pasajes
- 1997 : Marisma (court métrage)
- 1997 : Muerto de amor (court métrage)
- 1997 : Sólo se muere dos veces
- 1998 : Entre todas las mujeres
- 1998 : Pecata minuta
- 1999 : Ordinary Americans: Americanos cotidianos (court métrage)
- 2000 : Mes chers voisins
- 2000 : Carretera y manta
- 2000 : Sabotage!
- 2001 : Lucia et le Sexe
- 2001 : Killer Housewives
- 2003 : Jours de foot
- 2003 : Torremolinos 73
- 2003 : Chill Out!
- 2003 : Lo mejor que le puede pasar a un cruasán
- 2004 : Torapia
- 2005 : El Calentito
- 2007 : Mataharis
- 2007 : Días de cine
- 2007 : Guantanamero
- 2008 : Crimes à Oxford
- 2008 : 14, Fabian Road
- 2008 : Retorno a Hansala
- 2009 : Born to Suffer
- 2009 : Parenthesis (court métrage)
- 2010 : Balada triste
- 2011 : Un jour de chance
- 2012 : Blancanieves
- 2013 : Les Sorcières de Zugarramurdi
- 2013 : La vida inesperada
- 2013 : Luz con Maestros
- 2014 : Words with Gods (segment "The Confession")
- 2014 : Messi
- 2015 : Ma ma
- 2015 : Francis: Pray for Me
- 2016 : Kiki, l'amour en fête
- 2017 : El pelotari y la fallera (court métrage)
- 2017 : Un beso de película (court métrage)
- 2017 : Abracadabra
- 2018 : L'Arbre de sang
- 2018 : Sin rodeos
- 2019 : 4x4 de Mariano Cohn
- 2021 : Mediterráneo de Marcel Barrena
- 2022 : Voy a pasármelo bien (es)
- 2022 : La casa entre los cactus (en)

- 2022 : La manzana de oro  (es)
- She Loves You